# Harold Mahony
Harold Segerson Mahony, né le 13 février 1867 à Édimbourg et décédé le 27 juin 1905 à Édimbourg, est un joueur de tennis irlandais, né écossais.
Il a remporté un titre du Grand Chelem : Wimbledon en 1896, battant Wilfred Baddeley en finale. Il a également remporté les médailles d'argent en simple et double mixte aux Jeux olympiques de 1900.

## Palmarès (partiel)

### Titres en simple
|   | Date | Nom et lieu du tournoi       | Cat.      | ($) | Surf.        | Finaliste        | Score                   |          |
| 1 | 1896 | The Championships, Wimbledon | G. Chelem |     | Herbe (ext.) | Wilfred Baddeley | 6-2, 6-8, 5-7, 8-6, 6-3 | Parcours |

### Finales perdues en simple
|   | Date | Nom et lieu du tournoi       | Cat.      | ($) | Surf.        | Vainqueur              | Score         |          |
| - | ---- | ---------------------------- | --------- | --- | ------------ | ---------------------- | ------------- | -------- |
| 1 | 1897 | The Championships, Wimbledon | G. Chelem |     | Herbe (ext.) | Reginald Frank Doherty | 6-4, 6-4, 6-3 | Parcours |
| 2 | 1900 | Jeux olympiques d'été, Paris | JO        | 0   |              | Hugh Lawrence Doherty  | 6-4, 6-2, 6-3 | Parcours |

### Titres en double
|   | Date | Nom et lieu du tournoi       | Cat.    | ($) | Surf.        | Partenaire    | Finalistes                        | Score   |          |
| 1 | 1900 | Jeux Olympiques d'été, Paris | Olympic | 0   | Terre (ext.) | Arthur Norris | André Prévost · G. de la Chapelle | Partage | Parcours |

### Finales en double
|   | Date | Nom et lieu du tournoi    | Cat.      | ($) | Surf.        | Vainqueurs              | Partenaire    | Score                     |
| 1 | 1897 | US Men's National Champ’s | G. Chelem |     | Herbe (ext.) | George Sheldon Leo Ware | Harold Nisbet | 11-13, 6-2, 9-7, 1-6, 6-1 |

### Titres en double mixte
aucun

### Finales en double mixte
|   | Date | Nom et lieu du tournoi      | Cat. | ($) | Surf.        | Vainqueurs                                | Partenaire     | Score    |          |
| 1 | 1900 | Jeux olympiques d'été Paris | JO   | 0   | Terre (ext.) | Charlotte Cooper · Reginald Frank Doherty | Hélène Prévost | 6-2, 6-4 | Parcours |